# Alan Núñez
Alan Núñez (nacido 1 de octubre de 2004) es un futbolista paraguayo que juega como centrocampista en el Club Cerro Porteño de la Primera División de Paraguay. También ha sido parte de la Selección de fútbol sub-20 de Paraguay y laSelección de fútbol sub-23 de Paraguay.

## Trayectoria
Alan Núñez inició su carrera en las divisiones juveniles del Club Cerro Porteño, donde se destacó como lateral derecho. En 2022, fue promovido al primer equipo donde debutó el 15 de mayo de 2022 en el partido de Primera División de Paraguay perdido 2-1 ante Sol de América.
En 2023 ha disputado la Copa Libertadores Sub-23 realizada en Chile con el equipo juvenil de Cerro Porteño donde obtuvieron el tercer puesto. Durante el torneo, disputó en total cinco partidos en este torneo.
Ese mismo año ha sido convocado a la Selección de fútbol sub-20 de Paraguay, para disputar el Campeonato Sudamericano de Fútbol Sub-20 realizado en Colombia. En 2024, se consagró campeón del Torneo Preolímpico Sudamericano Sub-23 disputado en Venezuela, logrando así la clasificación de Paraguay a los Juegos Olímpicos de París 2024.

## Estadísticas

### Clubes[9]
| Temporada     | Equipo             | Liga          | Liga | Liga  | Copas nacionales | Copas nacionales | Copas nacionales | Copas continentales | Copas continentales | Copas continentales | Total | Total | Total |
| Temporada     | Equipo             | Comp          | Part | Goles | Comp             | Part             | Goles            | Comp                | Part                | Goles               | Part  | Goles |       |
| ------------- | ------------------ | ------------- | ---- | ----- | ---------------- | ---------------- | ---------------- | ------------------- | ------------------- | ------------------- | ----- | ----- | ----- |
| 2022          | Club Cerro Porteño | PD            | 2    | 0     | CP               | 1                | 0                | CL                  | 0                   | 0                   | 3     | 0     |       |
| 2023          | Club Cerro Porteño | PD            | 15   | 0     | CP               | 1                | 0                | CL                  | 0                   | 0                   | 16    | 0     |       |
| 2024          | Club Cerro Porteño | PD            | 7    | 0     | CP               | 1                | 0                | CL+CS               | 0                   | 0                   | 8     | 0     |       |
| Total carrera | Total carrera      | Total carrera | 24   | 0     |                  | 0                | 0                |                     | 0                   | 0                   | 27    | 0     |       |

### Selección nacional
| Torneo                          | Edición        | Partidos | Goles | Asistencias |
| ------------------------------- | -------------- | -------- | ----- | ----------- |
| Juegos Olímpicos                | París 2024     | 4        | 0     | 0           |
| Preolímpico Sudamericano Sub-23 | Venezuela 2024 | 6        | 1     | 0           |
| Campeonato Sudamericano Sub-20  | 2023           | 9        | 0     | 1           |
| Campeonato Sudamericano Sub-15  | 2019           | 2        | 0     | 0           |